# Imitador
|  | Per a altres significats, vegeu «Imitació (desambiguació)». |

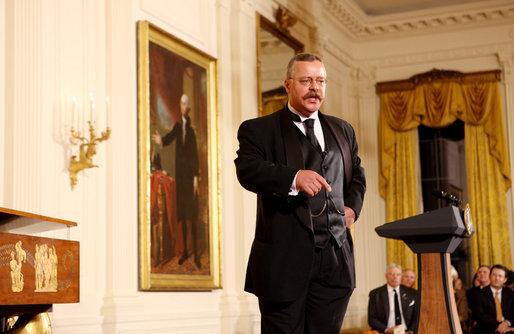
Imitador de Theodore Roosevelt a la casa blanca, el 2008

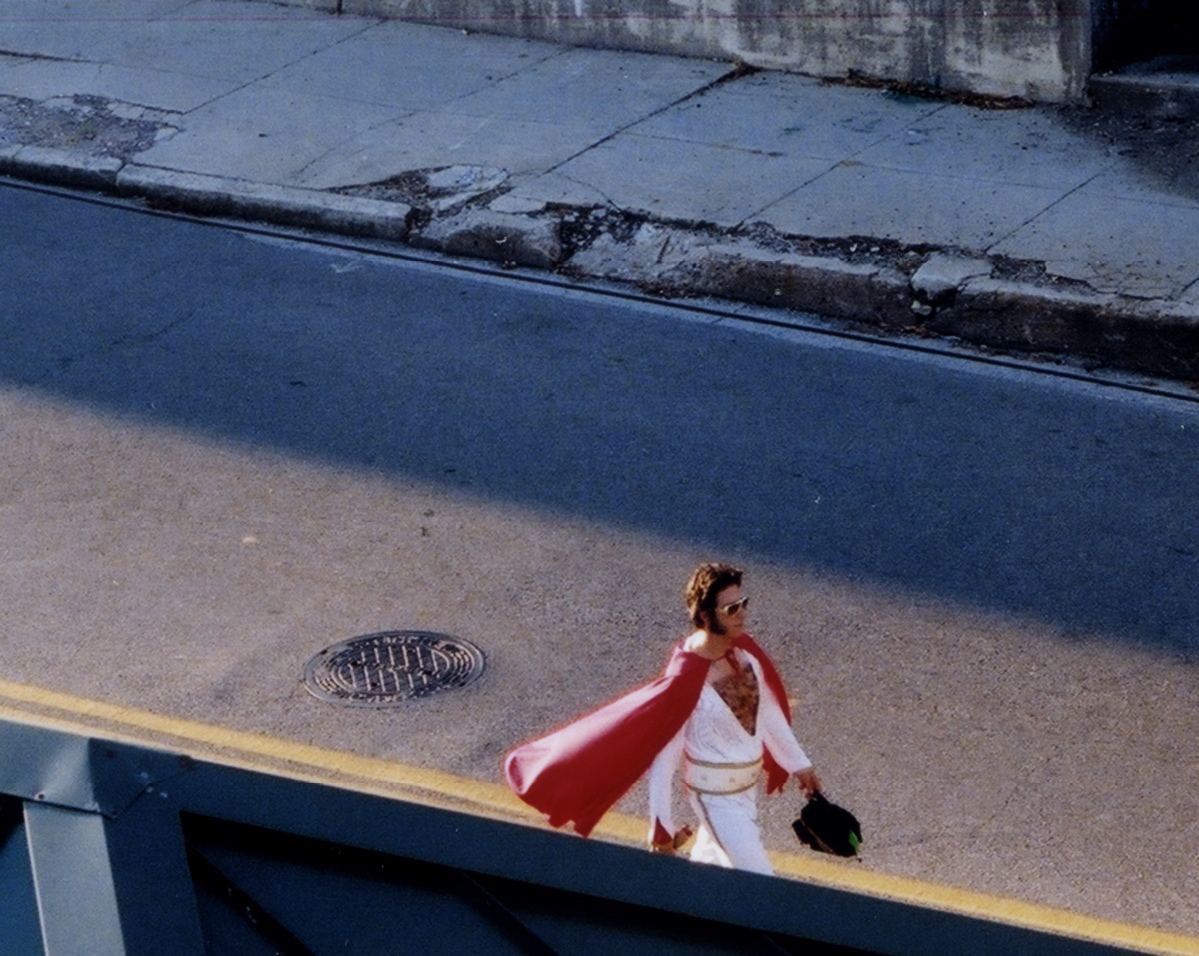
Imitador d'Elvis Presley passejant pels carrers de Memphis, Tennessee, el 2003.

Un imitador (del llatí imitatore) és algú que imita, còpia o paròdia el comportament, expressions, gests, activitats o to de veu d'altres persones.
Aquesta activitat es pot desenvolupar legalment, com una variant artística i d'actuació en la qual un artista personifica a una celebritat o personatge conegut en el marc d'un espectacle humorístic, o bé de manera il·legal, com a part d'un acte criminal que pot comportar robatoris d'identitat i fraus per tal de tenir accés a informació confidencial o al furt de béns aliens.